# 15e eeuw v.Chr.
De 15e eeuw v.Chr. (van de christelijke jaartelling) is de 15e periode van 100 jaar, dus bestaande uit de jaren 1500 tot en met 1401 v.Chr. De 15e eeuw v.Chr. behoort tot het 2e millennium v.Chr.
Opmerking: Omdat in deze tijd de dateringen meestal niet veel nauwkeuriger zijn dan plusminus enkele jaren, worden in deze tijd de gebeurtenissen per decennium weergegeven.

## Gebeurtenissen
- In de Levant ontstaat de Filistijnse pentapolis van de vijf steden: Sidon, Tyros, Byblos, Aradus en Beiroet.
- ca. 1450 v.Chr. - De paleizen op Kreta worden voor een tweede keer verwoest. Arthur Evans weet dit onder meer aan de Myceners, die het eiland vanaf de 15e eeuw v.Chr. mogelijk zouden binnengevallen zijn.
- Thoetmosis III verovert met zijn 17 veldtochten een groot deel van het tegenwoordige Syrië/Palestina

Lage landen
- In de midden-bronstijd van ca. 1500 tot 1100 v.Chr. is onder andere in Vlaanderen en de Kempen onder meer de Famennegroep gevestigd. Aan de hand van verschillende grafvormen worden de verschillende andere groepen onderscheiden.

1499-1490 · 1489-1480 · 1479-1470 · 1469-1460 · 1459-1450 · 1449-1440 · 1439-1430 · 1429-1420 · 1419-1410 · 1409-1400 · >>
<< · 20e · 19e · 18e · 17e · 16e · 15e · 14e · 13e · 12e · 11e · >>